# Leptodactylus hylaedactylus
Leptodactylus hylaedactylus är en groddjursart som först beskrevs av Cope 1868.  Leptodactylus hylaedactylus ingår i släktet Leptodactylus och familjen tandpaddor. IUCN kategoriserar arten globalt som livskraftig. Inga underarter finns listade i Catalogue of Life.